# Santa Vitória (Minas Gerais)
Santa Vitória is een gemeente in de Braziliaanse deelstaat Minas Gerais. De gemeente telt 15.791 inwoners (schatting 2009).

## Aangrenzende gemeenten
De gemeente grenst aan Campina Verde, Gurinhatã, Ipiaçu, Limeira do Oeste, União de Minas, Gouvelândia (GO), Itarumã (GO), Quirinópolis (GO) en São Simão (GO).